# Dundonald
Dundonald (irl. Dún Dónaill) – miasto w Wielkiej Brytanii (Irlandia Północna; w Hrabstwie Down). Leży na wschód od Belfastu i jest często uważane za przedmieście miasta. Zawiera duże osiedle Ballybeen, a wiele nowych osiedli mieszkaniowych pojawiły się w ciągu ostatnich dziesięciu lat.